# Castello di Pariano
Das Castello di Pariano Ist eine abgegangene mittelalterliche Niederungsburg an der Stelle des heutigen Corte di Pariano in der Nähe der Siedlung Mamiano, einem Ortsteil von Traversetolo in der italienischen Region Emilia-Romagna. Verwaltungsmäßig gehört der Ort jedoch zur Gemeinde Montechiarugolo.

## Geschichte
Die ursprüngliche Burg wurde vermutlich im 11. Jahrhundert im Auftrag der Femilie Bravi errichtet, die treue Anhänger der Familie Rossi waren und 1080 Eigentümer wurden.
1405 stürmten Giacomo und Ottobuono Terzi mit der Hilfe von Guido Torelli die Burgen von Mamiano und Pariano und annektierten die zugehörigen Lehen. 1409 wurde Ottobuono Terzi bei der Unterzeichnung des Friedensvertrages mit dem Markgrafen von Ferrara, Niccolò III. d’Este, in Rubiera von Muzio Attendolo Sforza ermordet, während Guido Torelli gefangen genommen und gegen das Versprechen seiner Unterwerfung wieder freigelassen wurde. Der Graf zog daher gegen das Castello di Pariano, wogegen die Truppen von Niccolò III. d’Este Montecchio und Cavriago besetzten und die Terzis zur Kapitulation zwangen. Der Markgraf von Ferrara wurde so der neue Herr von Parma und beauftragte 1416 Uguccione dei Contrari mit der Rückgabe des Castello di Pariano an die Bravis, deren Investitur 1426 auch vom Herzog von Mailand, Filippo Maria Visconti, bestätigt wurde, der ab 1420 Herr von Parma war.
1482, während des Krieges der Rossis ließ der Condottiere Sforza Secondo Sforza wenige Tage vor der Eroberung des Castello di Basilicanova das Castello di Pariano mit dem Einverständnis von Domenico Bravi verstärken. Einige Monate später brachte sich Giacomo de’ Rossi, der Sohn von Pier Maria II. de’ Rossi, wieder in Besitz der Rocca di Basilicanova, aber Ludovico Sforza startete einen Gegenangriff und brachte die Burg wieder in seine Gewalt, wobei er auch das benachbarte Castello di Pariano stürmte. Die beiden Burgen wurden Gian Giacomo Trivulzio als Zeichen der Anerkennung zugesprochen, aber 1495 wurde der Condottiere Gaspare Sanseverino in das Lehen von Pariano investiert. Im Jahre 1500, nach der Machtübernahme des Königs von Frankreich, Ludwig XII., in Mailand gelangte Pietro Bravi wieder in den Besitz von Pariano.
1504 verkaufte Gian Giacomo Trivulzio mit dem Einverständnis von Ludwig XII. das Castello di Basilicanova an den Markgrafen von San Secondo, Troilo I. de’ Rossi, nach dessen Tod 1521 die Burg an seinen Sohn Pier Maria III. de’ Rossi und seine Gattin Bianca Riario, Stiefschwester mütterlicherseits von Giovanni dalle Bande Nere, fiel. Der Vetter Filippo Maria de’ Rossi, Graf von Corniglio, griff im Jahr darauf überraschend das Castello di Basilicanova an und konnte es leicht erstürmen. Pier Maria III. de’ Rossi und sein Onkel Giovanni dalle Bande Nere starteten wenige Tage später einen Gegenangriff und bemächtigten sich auch des Castello di Pariano, dessen Lehen endgültig mit dem von Basilicanova vereinigt und Giulio Cesare de’ Rossi zugesprochen wurde.
1539 entführte Giulio Cesare de’ Rossi die Erstgeborene des Grafen Roberto Ambrogio Sanseverino und Erbin des Lehens Colorno, Maddalena Sanseverino, und heiratete sie dann. Papst Paul III. verurteilte in seiner Eigenschaft als Herr von Parma, das seit 1521 durchgehend zum Kirchenstaat gehörte, De’ Rossi zur Konfiszierung seiner Besitzungen in der Provinz Parma und ließ das Castello di Basilicanova bis auf die Grundmauern niederreißen, wogegen das Castello di Pariano bei den Kämpfen zerstört wurde. 1545 investierte der Pontifex den Enkel Sforza I. Sforza di Santa Fiora in die Lehen von Basilicanova und Pariano.
1707 erbte der Herzog von Onano, Federico III. Sforza, der 1673 an seinen eigenen Nachnamen den seiner Gattin, Livia Cesarini, angefügt hatte, diese Besitzungen zusammen mit den anderen Gütern der Familie. Die Sforza-Cesarinis behielten diese Investitur bis zur Abschaffung der Feudalrechte im Herzogtum Parma und Piacenza durch Napoleon im Jahre 1805. Ihre Besitzungen wurden 1832 auf Geheiß der Herzogin Marie-Louise von Österreich eingezogen.
Neben den Ruinen der Burg, die heute vollständig verschwunden sind, wurde später der Corte di Pariano errichtet.